# Ethiopische fiskaal
De Ethiopische fiskaal ( Laniarius aethiopicus s.s.) is een zangvogel uit de familie Malaconotidae (bosklauwieren).

## Taxonomie
Deze soort staat op de IOC World Bird List als een monotypische soort met een beperkt verspreidingsgebied. In dat geval wordt de tropische fiskaal (L. major) (met de ondersoorten 
L. m. ambiguus, L. m. limpopoensis en L. m. mossambicus) beschouwd als een aparte soort. 
BirdLife International houdt echter (nog) vast aan de oude indeling, waarbij L. major een ondersoort is van de Ethiopische fiskaal. De status niet bedreigd geldt dus voor de taxa L. aethiopicus  en L. major. 

## Verspreiding en leefgebied
De Ethipische fiskaal komt voor in Eritrea, Ethiopië, noordwestelijk Somalië en noordelijk Kenia.